# 젤다의 전설 신들의 트라이포스 & 4개의 검
《젤다의 전설 신들의 트라이포스 & 4개의 검》은 닌텐도가 개발하고 판매한 비디오 게임이다.
이전 신들의 트라이포스를 리메이크했고 4개의 검이란 새 주제를 이름에도, 내용에도 추가했다.